# Konstancja Czartoryska
Konstancja Czartoryska, épouse de Stanislas Poniatowski, née le 29 janvier 1695 à Varsovie et morte le 27 octobre 1759, est une aristocrate polonaise de la famille princière des Czartoryski, mère du dernier roi de Pologne Stanislas II Auguste (1764-1795).

## Biographie
Elle est la fille aînée de Kazimierz Czartoryski et d'Izabela Elżbieta Czartoryska née Morsztyn.

## Mariage et descendance
Le 14 septembre 1720, Konstancja Czartoryska épouse Stanislas Poniatowski à qui elle donnera 11 enfants :
- Kazimierz Poniatowski (en) (1721-1800), grand chambellan de la Couronne,
- Franciszek Józef Poniatowski (pl)(1723-1749/1759), chanoine et prévôt de la cathédrale de Cracovie, chancelier de Gniezno,
- Aleksander Poniatowski (pl) (1725-1744), militaire,
- Ludwika Maria Poniatowska (en) (1728-1781), épouse de Jan Jakub Zamoyski (pl),
- Izabella Poniatowska (en)(1730-1808), épouse de Jan Klemens Branicki, puis de Andrzej Mokronowski,
- Stanisław Antoni Poniatowski (1732-1798), devenu roi de Pologne et grand duc de Lituanie sous le nom de Stanislas II Auguste.
- Andrzej Poniatowski (en) (1734 -1773), général autrichien, prince du Saint-Empire,
- Michał Jerzy Poniatowski (en) (1736-1794), évêque de Płock, archevêque de Gniezno et primat de Pologne,

## Sources
- (en) Cet article est partiellement ou en totalité issu de l’article de Wikipédia en anglais intitulé « Konstancja Czartoryska (1700–1759) » (voir la liste des auteurs).

- (pl) Cet article est partiellement ou en totalité issu de l’article de Wikipédia en polonais intitulé « Konstancja Czartoryska » (voir la liste des auteurs).